# Mistrzostwa San Marino w piłce nożnej mężczyzn
Mistrzostwa San Marino w piłce nożnej (wł. Campionato Sammarinese di Calcio) – rozgrywki piłkarskie, prowadzone cyklicznie - corocznie lub co sezonowo (na przełomie dwóch lat kalendarzowych) - mające na celu wyłonienie najlepszej męskiej drużyny w San Marino.

## Historia
Mistrzostwa San Marino w piłce nożnej rozgrywane są od 1985 roku. Obecnie rozgrywki odbywają się w jedynej lidze podzielonej na dwie grupy A i B (wł. girone): Campionato Sammarinese. Do 1996 istniał II poziom Serie A2.
4 września 1928 roku w Borgo Maggiore powstał pierwszy sanmaryński klub piłkarski SP Libertas.
Po założeniu sanmaryńskiej federacji piłkarskiej – FSGC w 1931 roku, rozpoczął się proces zorganizowania pierwszych oficjalnych Mistrzostw San Marino. W 1959 roku federacja założyła ligę zwaną Serenissima, która potem przyjęła nazwę San Marino Calcio, w celu uczestnictwa wyłącznie w Mistrzostwach Włoch po tym, jak Libertas i Tre Penne startowały we włoskich ligach w poprzednim sezonie. W sezonie 1985/86 startowała pierwsza edycja rozgrywek o mistrzostwo kraju. W Serie A1 9 drużyn walczyło systemem ligowym o tytuł mistrza kraju. W drugiej lidze uczestniczyło 8 klubów.
W 1996 reorganizowano ligi piłkarskie w San Marino. Rozgrywki ligi w nowym formacie Campionato Sammarinese zainaugurowano w sezonie 1996/97.

## Mistrzowie i pozostali medaliści
| Sezon   | K | K | T | Mistrz              | Wicemistrz          | III miejsce             | Br. | Król strzelców | Uwagi                      |
| 1985/86 |   |   | 1 | SC Faetano          | SS San Giovanni     | SP La Fiorita           | 16  | Teodoro Bernardini (AC Libertas) | 17 klubów, gr.+ play-off   |
| 1986/87 |   |   | 1 | SP La Fiorita       | SC Faetano          | GS Dogana, SS Montevito | 18  | Maurizio Gasperini (SC Faetano) | 9 klubów, gr.+ play-off    |
| 1987/88 |   |   | 1 | SP Tre Fiori        | SS Virtus           | AC Libertas             | 23  | Teodoro Bernardini (AC Libertas) | 10 klubów, gr.+ play-off   |
| 1988/89 |   |   | 1 | FC Domagnano        | SP La Fiorita       | AC Libertas             | 14  | Teodoro Bernardini (AC Libertas) | 10 klubów, gr.+ play-off   |
| 1989/90 |   |   | 2 | SP La Fiorita       | SS Cosmos           | AC Libertas             | 15  | Marco Mularoni (SP La Fiorita) | 10 klubów, gr.+ play-off   |
| 1990/91 |   |   | 2 | SC Faetano          | SP Tre Fiori        | SS Juvenes              | 13  | Stefano De Luigi (SC Faetano) | 10 klubów, gr.+ play-off   |
| 1991/92 |   |   | 1 | SS Montevito        | AC Libertas         | SP Tre Penne            | 13  | Teodoro Bernardini (AC Libertas) | 10 klubów, gr.+ play-off   |
| 1992/93 |   |   | 2 | SP Tre Fiori        | FC Domagnano        | SS Folgore/Falciano     | 15  | Teodoro Bernardini (AC Libertas) | 10 klubów, gr.+ play-off   |
| 1993/94 |   |   | 3 | SP Tre Fiori        | SP La Fiorita       | FC Domagnano            | 15  | Andrea Ugolini (SP Tre Fiori) | 10 klubów, gr.+ play-off   |
| 1994/95 |   |   | 4 | SP Tre Fiori        | SP La Fiorita       | SS Cosmos               | 16  | Andrea Ugolini (SP Tre Fiori) | 10 klubów, gr.+ play-off   |
| 1995/96 |   |   | 1 | AC Libertas         | SS Cosmos           | SP La Fiorita           | 11  | Alessandro Pancotti (SS San Giovanni) | 10 klubów, gr.+ play-off   |
| 1996/97 |   |   | 1 | SS Folgore          | SP La Fiorita       | SC Faetano              | 23  | Fabrizio Albani (AC Libertas) | 16 klubów, 2 gr.+ play-off |
| 1997/98 |   |   | 2 | SS Folgore          | SP Tre Fiori        | SP Tre Penne            | 18  | Davide Vanucci (SS Virtus) | 16 klubów, 2 gr.+ play-off |
| 1998/99 |   |   | 3 | SC Faetano          | SS Folgore          | FC Domagnano            | 22  | Paride Renzi (SP Tre Penne) | 16 klubów, 2 gr.+ play-off |
| 1999/00 |   |   | 3 | SS Folgore          | FC Domagnano        | SS Virtus               | 17  | Giancarlo Carnevali (AC Libertas) | 16 klubów, 2 gr.+ play-off |
| 2000/01 |   |   | 1 | SS Cosmos           | SS Folgore          | SS Murata               | 22  | Giancarlo Carnevali (AC Libertas) | 15 klubów, 2 gr.+ play-off |
| 2001/02 |   |   | 2 | FC Domagnano        | SP Cailungo         | SS Cosmos               | 17  | Paolo Montagna (SS Cosmos) | 15 klubów, 2 gr.+ play-off |
| 2002/03 |   |   | 3 | FC Domagnano        | SS Pennarossa       | AC Libertas             | 21  | Mohammed Zaboul (SS Pennarossa) | 15 klubów, 2 gr.+ play-off |
| 2003/04 |   |   | 1 | SS Pennarossa       | FC Domagnano        | SP Cailungo             | 15  | Damiano Vannucci (SS Virtus) | 15 klubów, 2 gr.+ play-off |
| 2004/05 |   |   | 4 | FC Domagnano        | SS Murata           | AC Libertas             | 19  | Matteo Pazzaglia (SS Montevito) | 15 klubów, 2 gr.+ play-off |
| 2005/06 |   |   | 1 | SS Murata           | SS Pennarossa       | SP Tre Fiori            | 19  | Marco De Luigi (SS Murata) | 15 klubów, 2 gr.+ play-off |
| 2006/07 |   |   | 2 | SS Murata           | SP Tre Fiori        | AC Libertas             | 19  | Simon Parma (SP La Fiorita), Oscar Bianchi (AC Libertas)                                                                                               | 15 klubów, 2 gr.+ play-off |
| 2007/08 |   |   | 3 | SS Murata           | AC Juvenes/Dogana   | SC Faetano              | 21  | Mohammed Zaboul (SS Murata) | 15 klubów, 2 gr.+ play-off |
| 2008/09 |   |   | 5 | SP Tre Fiori        | AC Juvenes/Dogana   | SS Murata               | 16  | Marco Fantini (AC Juvenes/Dogana) | 15 klubów, 2 gr.+ play-off |
| 2009/10 |   |   | 6 | SP Tre Fiori        | SP Tre Penne        | SC Faetano              | 14  | Marco Fantini (AC Juvenes/Dogana), Sossio Aruta (SP Tre Fiori)                                                                                         | 15 klubów, 2 gr.+ play-off |
| 2010/11 |   |   | 7 | SP Tre Fiori        | SP Tre Penne        | SS Cosmos               | 12  | Marco Fantini (AC Juvenes/Dogana), Jose Hirsch (SS Virtus), Roberto Gatti (SS Murata), Alessandro Giunta (SP Tre Fiori), Francesco Viroli (SC Faetano) | 15 klubów, 2 gr.+ play-off |
| 2011/12 |   |   | 1 | SP Tre Penne        | AC Libertas         | SP Tre Fiori            | 12  | Cristian Rubén Menin (SS Cosmos) | 15 klubów, 2 gr.+ play-off |
| 2012/13 |   |   | 2 | SP Tre Penne        | AC Libertas         | SP La Fiorita           | 17  | Denis Iencinella (FC Fiorentino), Alberto Cannini (AC Juvenes/Dogana)                                                                                  | 15 klubów, 2 gr.+ play-off |
| 2013/14 |   |   | 3 | SP La Fiorita       | SS Folgore/Falciano | SP Tre Fiori            | 18  | Valentin Grigore (SS Cosmos), Giacomo Gualtieri (SP La Fiorita)                                                                                        | 15 klubów, 2 gr.+ play-off |
| 2014/15 |   |   | 4 | SS Folgore/Falciano | AC Juvenes/Dogana   | SP La Fiorita           | 16  | Daniele Friguglietti (SS San Giovanni) | 15 klubów, 2 gr.+ play-off |
| 2015/16 |   |   | 3 | SP Tre Penne        | La Fiorita 1967     | SS Folgore/Falciano     | 20  | Marco Martini (La Fiorita 1967) | 15 klubów, 2 gr.+ play-off |
| 2016/17 |   |   | 4 | La Fiorita 1967     | SP Tre Penne        | SS Folgore/Falciano     | 26  | Marco Martini (La Fiorita 1967) | 15 klubów, 2 gr.+ play-off |
| 2017/18 |   |   | 5 | La Fiorita 1967     | SS Folgore/Falciano | SP Tre Fiori            | 19  | Imre Badalassi (SP Tre Fiori) | 15 klubów, 2 gr.+ play-off |
| 2018/19 |   |   | 4 | SP Tre Penne        | La Fiorita 1967     | SP Tre Fiori            | 19  | Andrea Compagno (SP Tre Fiori) | 15 klubów, 2 gr.+ play-off |
| 2019/20 |   |   | 8 | SP Tre Fiori        | SS Folgore/Falciano | SP Tre Penne            | 16  | Eric Fedeli (SS Murata) | 15 klubów, 2 gr.+ play-off |
| 2020/21 |   |   | 5 | SS Folgore/Falciano | La Fiorita 1967     | SP Tre Penne            | 12  | Matteo Baldini (AC Juvenes/Dogana) | 15 klubów + play-off       |
| 2021/22 |   |   | 6 | La Fiorita 1967     | SP Tre Penne        | SP Tre Fiori            | 24  | Imre Badalassi (SP Tre Penne) | 15 klubów + play-off       |
| 2022/23 |   |   | 6 | SP Tre Penne        | SS Cosmos           | La Fiorita 1967         | 21  | Matteo Prandelli (SS Cosmos) | 15 klubów + play-off       |
| 2023/24 |   |   | 1 | AC Virtus           | La Fiorita 1967     | SP Tre Penne            |     | | 16 klubów + play-off       |
| 2024/25 |   |   | 2 | AC Virtus           | La Fiorita 1967     | SP Tre Fiori            |     | | 16 klubów + play-off       |

## Statystyka

### Klasyfikacja według klubów
W dotychczasowej historii Mistrzostw San Marino na podium oficjalnie stawało w sumie 17 drużyn. Liderem klasyfikacji jest SP Tre Fiori, który zdobył 8 tytułów mistrzowskich.
Stan po sezonie 2024/2025.
| Lp. | Klub                | Miejsca na podium | Miejsca na podium | Miejsca na podium | Zwycięskie sezony                                    |   |   |                                                                        |
| --- | ------------------- | ----------------- | ----------------- | ----------------- | ---------------------------------------------------- | - | - | ---------------------------------------------------------------------- |
| Lp. | Klub                | 1.                | SP Tre Fiori      | 8                 | Zwycięskie sezony                                    | 3 | 7 | 1987/88, 1992/93, 1993/94, 1994/95, 2008/09, 2009/10, 2010/11, 2019/20 |
| 2.  | La Fiorita 1967     | 6                 | 9                 | 5                 | 1986/87, 1989/90, 2013/14, 2016/17, 2017/18, 2021/22 |   |   |                                                                        |
| 3.  | SS Folgore/Falciano | 5                 | 5                 | 3                 | 1996/97, 1997/98, 1999/00, 2014/15, 2020/21          |   |   |                                                                        |
| 4.  | SP Tre Penne        | 5                 | 4                 | 5                 | 2011/12, 2012/13, 2015/16, 2018/19, 2022/23          |   |   |                                                                        |
| 5.  | FC Domagnano        | 4                 | 3                 | 2                 | 1988/89, 2001/02, 2002/03, 2004/05                   |   |   |                                                                        |
| 6.  | SC Faetano          | 3                 | 1                 | 3                 | 1985/86, 1990/91, 1998/99                            |   |   |                                                                        |
| 7.  | SS Murata           | 3                 | 1                 | 2                 | 2005/06, 2006/07, 2007/08                            |   |   |                                                                        |
| 8.  | SS Virtus           | 2                 | 1                 | 1                 | 2023/24, 2023/24                                     |   |   |                                                                        |
| 9.  | AC Libertas         | 1                 | 3                 | 6                 | 1995/96                                              |   |   |                                                                        |
| 10. | SS Cosmos           | 1                 | 3                 | 3                 | 2000/01                                              |   |   |                                                                        |
| 11. | SS Pennarossa       | 1                 | 2                 | 0                 | 2003/04                                              |   |   |                                                                        |
| 12. | SS Montevito        | 1                 | 0                 | 1                 | 1991/92                                              |   |   |                                                                        |
| 13. | AC Juvenes/Dogana   | 0                 | 3                 | 0                 |                                                      |   |   |                                                                        |
| 14. | SP Cailungo         | 0                 | 1                 | 1                 |                                                      |   |   |                                                                        |
| 15. | SS San Giovanni     | 0                 | 1                 | 0                 |                                                      |   |   |                                                                        |
| 16. | GS Dogana           | 0                 | 0                 | 1                 |                                                      |   |   |                                                                        |
| 16. | SS Montevito        | 0                 | 0                 | 1                 |                                                      |   |   |                                                                        |

### Klasyfikacja według miast
Siedziby klubów: stan po sezonie 2024/25.
| Miasto         | Liczba tytułów | Kluby                              |
| -------------- | -------------- | ---------------------------------- |
| Fiorentino     | 8              | SP Tre Fiori (8), SS Montevito (1) |
| Montegiardino  | 5              | SP La Fiorita (6)                  |
| Domagnano      | 4              | FC Domagnano (4)                   |
| Falciano       | 4              | SS Folgore/Falciano (5)            |
| Serravalle     | 4              | SP Tre Penne (5), SS Cosmos (1)    |
| Faetano        | 3              | SC Faetano (3)                     |
| San Marino     | 3              | SS Murata (3)                      |
| Acquaviva      | 2              | SS Virtus (2)                      |
| Borgo Maggiore | 1              | AC Libertas (1)                    |
| Chiesanuova    | 1              | Pennarossa Calcio (1)              |

## Uczestnicy
Są 19 zespołów, które wzięli udział w 40 sezonach Mistrzostw San Marino, które były prowadzone od 1985/86 aż do sezonu 2024/25 łącznie. Żaden z zespołów nie był zawsze obecny w każdej edycji.
Pogrubione zespoły biorące udział w sezonie 2024/25.
- 39 razy: SC Faetano, AC Libertas, SS Murata
- 38 razy: SP Cailungo, FC Domagnano, SP Tre Fiori
- 37 razy: FC Fiorentino, SS Folgore/Falciano, SP La Fiorita
- 36 razy: SS Virtus
- 35 razy: SS Cosmos
- 34 razy: SS San Giovanni
- 32 razy: SP Tre Penne
- 29 razy: Pennarossa Calcio
- 24 razy: AC Juvenes/Dogana
- 9 razy: GS Dogana, SS Juvenes
- 2 razy: San Marino Academy U22
- 1 raz: SP Aurora.